# Cesare Cattaneo Della Volta
Il Serenissimo Cesare Cattaneo Della Volta (Genova, 1680 – Genova, 22 luglio 1756) fu il 159º doge della Repubblica di Genova.

## Biografia

### Primi anni

Stemma nobiliare dei Cattaneo Della Volta

Figlio di Giovanni Battista Cattaneo Della Volta (doge di Genova nel biennio 1691-1693) e di Maddalena Gentile, nacque a Genova nel 1680 dove il 12 luglio fu battezzato nella chiesa di San Torpete. Secondo figlio della coppia, dopo Nicolò che fu pure doge nel 1736 e prima delle sorelle Livia Maria (che sposò il nobile Giovan Battista Centurione) e Benedetta, Anna Maria e Francesca (che si fecero monache), il nome di Cesare Cattaneo Della Volta compare per la prima volta nel 1709 nell'iniziale impiego pubblico presso il magistrato di Terraferma; l'anno successivo fu impiegato al magistrato dei Poveri.
Nel periodo che va dal 1710 al 1718 la figura del nobile non compare più in alcuna mansione di stato a Genova ed è quindi ipotizzabile un suo trasferimento al di fuori dei confini della Repubblica, forse per motivi privati o forse ancora come inviato ufficiale o ufficioso presso qualche corte straniera europea. Tornato nel capoluogo ligure, dal 1718 al 1719 fece parte del magistrato dei Provveditori dell'olio; nel 1724 presso il magistrato delle Monete; nel 1727, dopo aver ricoperto la carica di sindacatore della Ruota criminale nel 1725, si trasferì a Savona in qualità di commissario della locale fortezza del Priamar.
La sua gestione in terra savonese s'avvio in contemporanea con lo scoppio di nuovi disordini e ribellione nei territori del Finalese, sostenuta dai Piemontesi, e per la competenza fu scelto, nel 1732, quale nuovo ambasciatore straordinario di Genova presso la corte imperiale a Vienna ove si sarebbe tenuta udienza proprio sugli avvenimenti del ponente ligure. Espletato l'incarico di deputato alle Triremi, Cesare Cattaneo Della Volta partì quindi per la capitale viennese il 15 gennaio 1733, dove giunse il 9 febbraio, ma che poi dovette attendere sino al 19 marzo per essere ricevuto e fare presentazione delle credenziali.
Rimase circa tre anni a Vienna e in questo periodo che trascorse come rappresentante della Repubblica di Genova affrontò diverse problematiche legate al Finale e soprattutto alla questione della guerra di successione polacca, causa in cui Genova si proclamò neutrale e che inevitabilmente mise lo stesso stato genovese "in difficoltà" verso la corona asburgica che solamente qualche anno prima diede sostentamento militare per i tumulti scoppiati nella colonia genovese di Corsica, minacciata ancora dai Corsi e pure dai Francesi. Cesare Cattaneo Della Volta fu ancora l'intermediario tra i due stati, e soprattutto della nobiltà genovese, per l'oneroso prestito di 1.000.000 di fiorini alle casse di Vienna, per il quale l'imperatore Carlo VI d'Asburgo offrì in garanzia gli Stati di Boemia. Congedato dall'incarico, il 20 aprile 1736 partì definitivamente dalla capitale viennese alla volta di Genova.
Nel 1737 fu tra i sindacatori supremi, l'anno successivo fu eletto per la seconda volta quale membro del magistrato delle Triremi e nel 1743 tra gli Inquisitori di Stato.
Allo scoppio della guerra di successione austriaca, nel corso del 1736, a differenza di gran parte della nobiltà genovese che fuggì dalla capitale repubblicana in vista degli imminenti scontri, Cesare Cattaneo Della Volta preferì restare e subire la caduta della stessa sotto le armi degli Austriaci. Inizialmente scelto assieme ad altri quattro nel ruolo di ambasciatori-rappresentanti dello stato genovese alla corte di Maria Teresa d'Austria, per protestare e contemporaneamente e possibilmente difendere gli interessi della città, a stretto giro gli furono sequestrati i lasciapassare per mano del generale Antoniotto Botta Adorno. In una Genova oramai in rivolta, celebre lo storico episodio del Balilla, pure il nobile Cattaneo Della Volta si unì travestito da marinaio (lo stesso fecero altri patrizi genovesi) alla protesta di piazza contro gli invasori Austriaci.
Durante la controffensiva avviata dal comandante delle truppe austriache Count Schulenberg nelle periferie genovesi e valli Polcevera e Bisagno, il ruolo di Cesare Cattaneo Della Volta fu, tra i tanti episodi, fondamentale in quanto a lui spettava il controllo delle podesterie coinvolte dall'assedio - nel ruolo assunto nel 1746 di commissario sindacatore - e ancora nel difficile compito di coadiuvare le varie resistenze fuori e dentro le mura di Genova, come da decisione del doge Giovanni Francesco Brignole Sale.
Un ruolo delicato e soprattutto vittorioso - l'assedio e l'ipotetica caduta di Genova fu infatti fallimentare per l'alleanza austro-sarda - che probabilmente pure spinse o convinse il Gran Consiglio a scegliere Cesare Cattaneo Della Volta, il 6 marzo 1748 e con 260 voti a favore su 380, quale nuovo doge della Repubblica di Genova: la centoquattordicesima in successione biennale e la centocinquantanovesima nella storia repubblicana.

### Il dogato e gli ultimi anni
Incoronato ufficialmente il 31 agosto nella cattedrale di San Lorenzo, la cerimonia religiosa e civile fu officiata dall'arcivescovo di Genova Giuseppe Maria Saporiti.
La fine delle ostilità e la sottoscrizione del trattato di Aquisgrana (18 ottobre 1748) portò per il neo doge - e per i Genovesi - una nuova aria di speranza e di tranquillità dopo gli scontri e le rivolte di popolo. Riassorbiti i territori del Finale e della colonia di Corsica (se pur con la presenza oramai stabile dei Francesi), attivamente il doge Cesare Cattaneo Della Volta si prodigò per il ritorno della normalizzazione di quei rapporti politico-sociali che i sussulti antioligarchici emersi durante la rivolta stessa avevano minacciato di incrinare. Promosse onorificenze e distribuì somme di denaro a tutti quei cittadini genovesi che, nei momenti più difficili dell'assedio, si erano comportati con coraggio, ma anche con rispetto delle istituzioni; decise anche l'iscrizione alla nobiltà di sette popolani che, come capi, si erano distinti in modo particolare e istituì il 10 dicembre quale festività solenne a perenne ricordo dell'anniversario dell'evacuazione degli Austriaci dalla città. Particolarmente festosi furono gli onori dogali alla duchessa di Parma Luisa Elisabetta di Borbone-Francia nel novembre del 1749.
Cessata la carica a doge il 6 marzo 1750 non si ritirò a vita privata, ma anzi continuò a servire la macchina statale anche nel periodo post dogale. Nello stesso anno fu eletto preside del magistrato della Guerra, nel 1751 medesima carica nel magistrato degli Inquisitori di Stato che ancora ricoprì nel 1753. Solamente nel 1754, per il precario stato di salute, si vide costretto a lasciare definitivamente la vita pubblica e dedicarsi, in tono minore, agli affari economici della sua famiglia nel settore finanziario.
A Genova morì il 22 luglio 1756 lasciando suoi unici eredi i nipoti Giovan Battista e Giacomo Cattaneo Della Volta, figli del già defunto fratello doge Nicolò. Trovò sepoltura nella gentilizia chiesa di San Torpete che la stessa famiglia promosse una sua ricostruzione dopo i danneggiamenti patiti dagli scontri con gli Austriaci.